# حكومة بن عبد الرحمان
حكومة أيمن بن عبد الرحمان هي الحكومة التاسعة والأربعون للجمهورية الجزائرية الديمقراطية الشعبية. شكلها أيمن بن عبد الرحمن في عهد الرئيس عبد المجيد تبون الذي عيّنهُ في 30 يونيو 2021 خلفا حكومة عبد العزيز جراد الثالثة الذي قدم استقالته في 7 يوليو 2021 بعد ظهور نتائج الانتخابات التشريعية الجزائرية.

## أعضاء الحكومة
رئيس الجمهورية: عبد المجيد تبون

### الوزراء
- أيمن بن عبد الرحمان وزير الأول ووزير المالية
  - 17 فبراير 2022 : تسند حقيبة المالية لعبد الرحمان راوية
- رمطان لعمامرة وزير الخارجية والجالية الوطنية بالخارج
- كمال بلجود وزير الداخلية والجماعات المحلية والتهيئة العمرانية
- عبد الرشيد طبي وزير العدل حافظ الأختام
- محمد عرقاب وزير الطاقة والمناجم
- بن عتو زيان وزير الانتقال الطاقوي والطاقات المتجددة
- العيد لبيقة وزير المجاهدين وذوي الحقوق
- يوسف بلمهدي وزير الشؤون الدينية والأوقاف
- عبد الحكيم بلعابد وزير التربية الوطنية
- عبد الباقي بن زيان وزير التعليم العالي والبحث العلمي
- ياسين ميرابي وزير التكوين والتعليم المهنيين
- وفاء شعلال وزيرة الثقافة والفنون
  - عوضتها صورية مولوجي في التعديل الوزاري لـ 17 فبراير 2022
- عبد الرزاق سبقاق وزير الشباب والرياضة
- حسين شرحبيل وزير الرقمنة والاحصائيات
- كريم بيبي تريكي وزير البريد والمواصلات السلكية واللاسلكية
- كوثر كريكو وزيرة التضامن الوطني والأسرة وقضايا المرأة
- أحمد زغدار وزير الصناعة
- عبد الحميد حمداني وزير الفلاحة والتنمية الريفية
  - عوضه محمد عبد الحفيظ هني في التعديل الوزاري ل11 نوفمبر 2021[3]
- محمد طارق بلعريبي وزير السكن والعمران والمدينة
- كمال رزيق وزير التجارة وترقية الصادرات
- عمار بلحيمر وزير الاتصال
  - عوضه محمد بوسليماني في التعديل الوزاري ل11 نوفمبر 2021[3]
- كمال ناصري وزير الأشغال العمومية
- عيسى بكاي وزير النقل (إلى غاية 10 مارس 2022[4][5])
  - عوضه بالنيابة كمال ناصري إلى غاية 24 مارس 2022
  - عوضه فعليا عبد الله منجي في 24 مارس 2022[6]
- كريم حسني وزير الموارد المائية والأمن المائي
- ياسين حمادي وزير السياحة والصناعة التقليدية
- عبد الرحمان بن بوزيد وزير الصحة
- عبد الرحمان لحفاية وزير العمل والتشغيل والضمان الاجتماعي
  - عوضه يوسف شرفة في التعديل الوزاري ل11 نوفمبر 2021[3]
- بسمة أزوار وزيرة العلاقات مع البرلمان
- سامية موالفي وزيرة البيئة
- هشام سفيان صلواتشي وزير الصيد البحري والمنتجات الصيدية
- عبد الرحمن لطفي جمال بن باحمد وزير الصناعة الصيدلانية
- نسيم ضيافات الوزير المنتدب لدى الوزير الأول المكلف بالمؤسسات المصغرة
- ياسين المهدي وليد وزير منتدب لدى الوزير الأول المكلف باقتصاد المعرفة والمؤسسات الناشئة، .
- يحيى بوخاري الأمين العام للحكومة.

## إحصائيات
العدد الكلي: 32 (دون احتساب رئيس الحكومة والأمين العام).
عدد الوزراء المنتدبين: وزيرين.
عدد النساء: 4 نساء.
أعضاء الحكومة السابقة: 15 وزراء.